# Nageltång

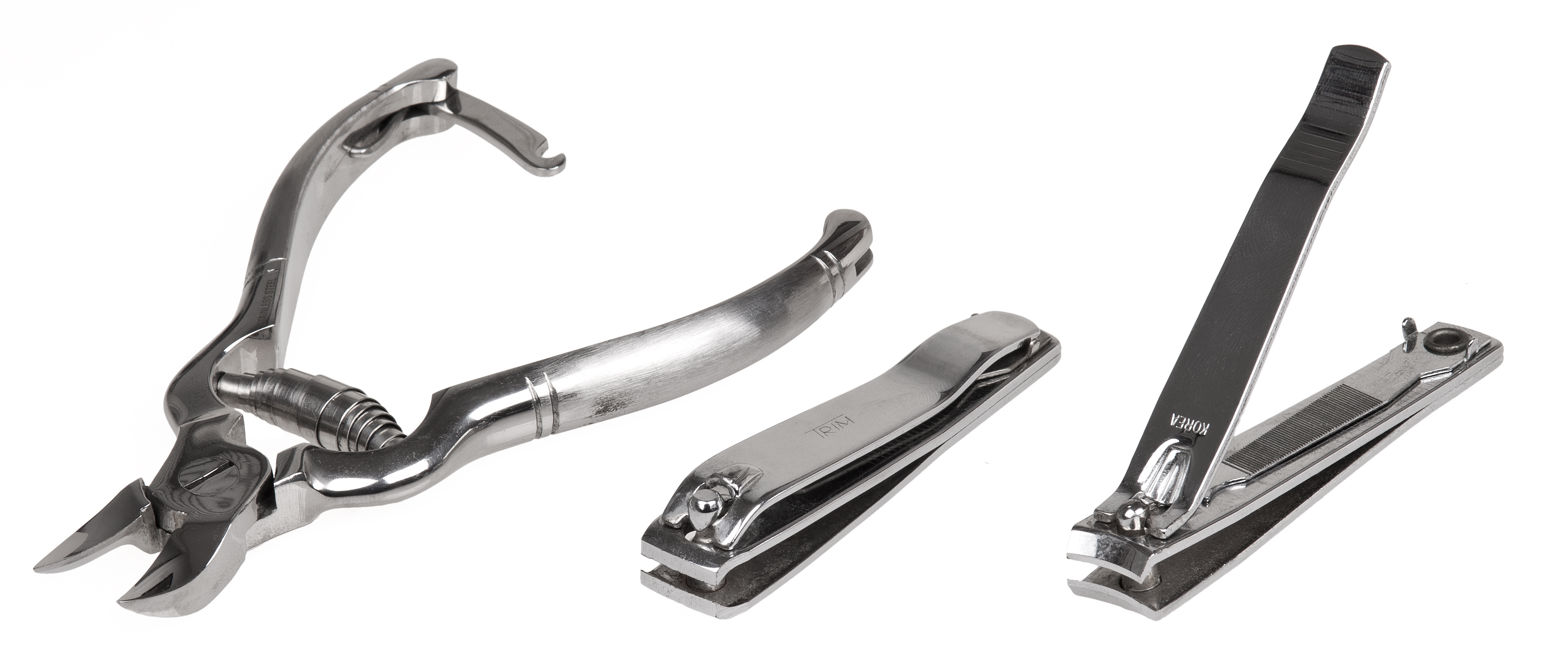
Ett exempel på en nageltång är längst till vänster.

En nageltång är ett verktyg för att klippa naglar. Tången har i grunden samma konstruktion som en avbitartång. I likhet med dessa finns den både som sidavbitare och ändavbitare. Verktyget har sin största nytta vid klippning av hårda och tjocka naglar, i synnerhet på tårna. Det är allmänt förekommande och används inte minst av fotterapeuter.